# Niederschönenfeld
Niederschönenfeld è un comune tedesco di 1 349 abitanti, situato nel land della Baviera.